# Czerwony trójkąt

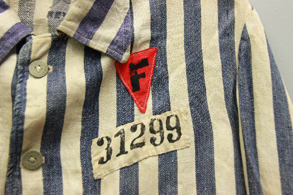
Pasiak należący do Joseph Brau (osadzony KL Buchenwald)

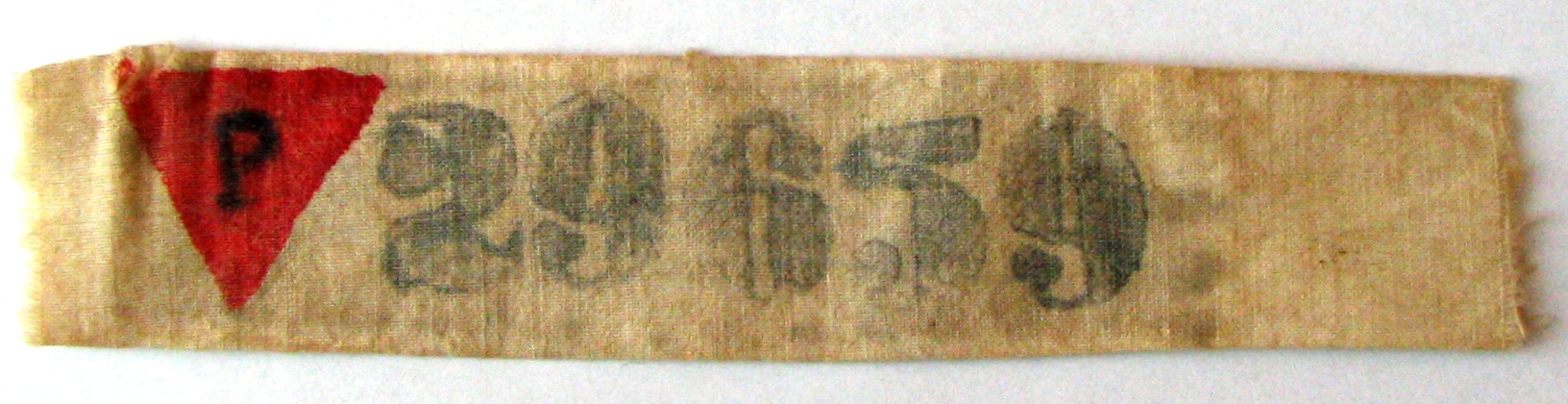
Opaska, którą nosiła Lidia Główczewska (więziona w KL Stutthof)

Czerwony trójkąt (niem. der rote Winkel, dosłownie „czerwony kąt”) – oznakowanie stosowane wobec więźniów politycznych w niemieckich obozach koncentracyjnych podczas II wojny światowej. Początkowo obejmowało jedynie komunistów i socjaldemokratów, później zaś dotyczyły wszystkich przeciwników politycznych (w tym uczestników hiszpańskiej wojny domowej).
Oznaczenie, oprócz trójkąta w kolorze czerwonym, zawierało również wpisaną w tę figurę pierwszą literę nazwy państwa, z którego pochodził osadzony w obozie koncentracyjnym. W przypadku Polski była to litera P, Francji – F, Czech – T. Przykładowo w podobozie Auschwitz III (Monowitz) więźniowie noszący czerwony trójkąt stanowili prawie 90% osadzonych. Stanowili oni również większość w KL Dachau, co powodowało konflikty pomiędzy więźniami politycznymi a kryminalnymi (zielony trójkąt) jeśli chodzi o dostęp do funkcji obozowych (kryminaliści byli faworyzowani przez załogę obozu).
Czerwony trójkąt jest elementem odznaczeń: belgijskiego Krzyża Więźniów Politycznych 1940–1945 oraz polskiego Krzyża Oświęcimskiego.